# Elgorriaga
Elgorriaga ist eine spanische Gemeinde (municipio) in der Comunidad Foral de Navarra mit 210 Einwohnern (Stand: 2024). 

## Lage
Elgorriaga liegt etwa 31 Kilometer nördlich von Pamplona (Iruna) in einer Höhe von ca. 135 m.

## Sehenswürdigkeiten

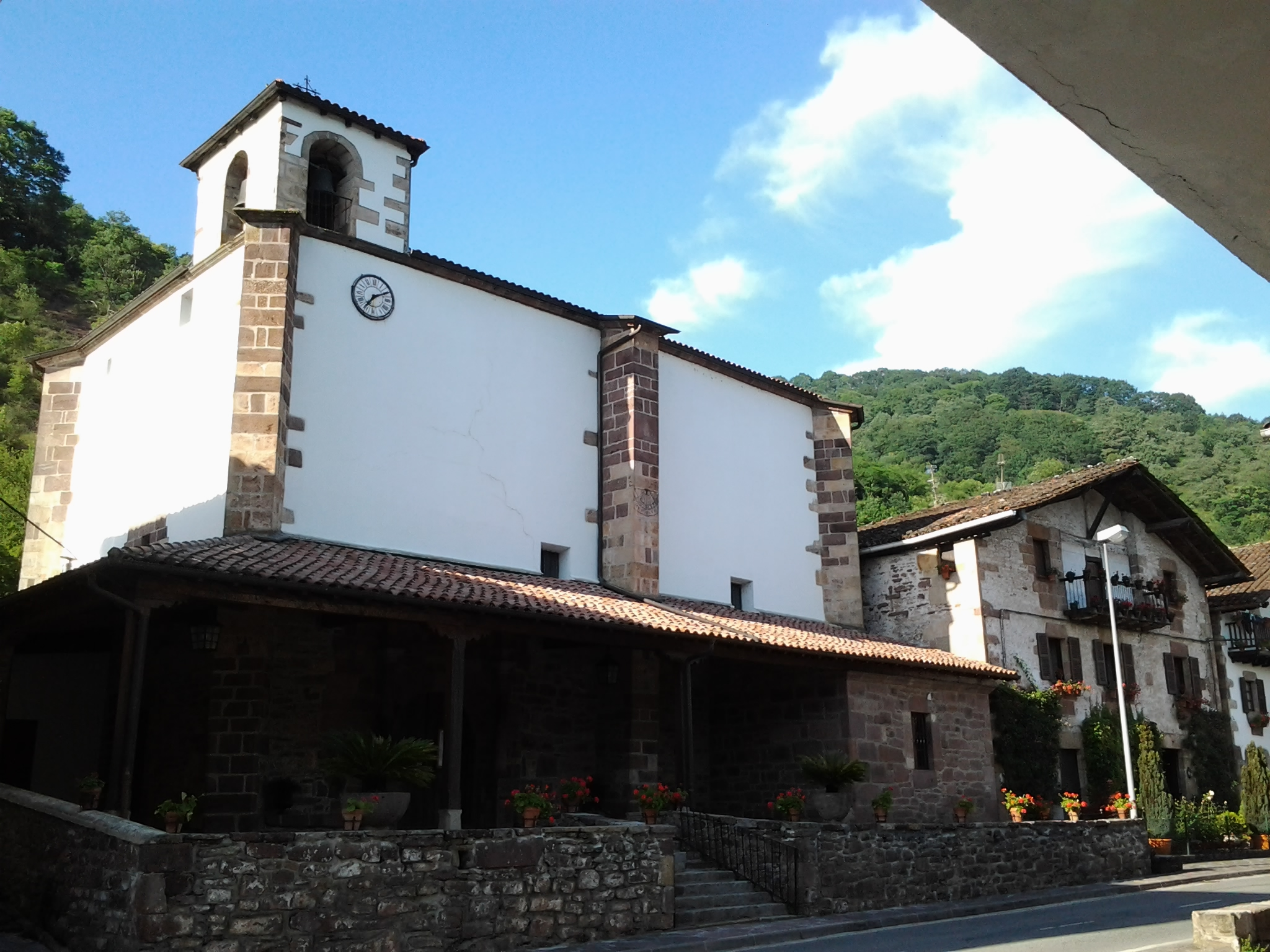
Peterskirche

- Peterskirche